# Oberneumark
Oberneumark ist ein zum Ortsteil Neumark gehöriger Gemeindeteil der Gemeinde Neumark im Vogtlandkreis in Sachsen. Oberneumark wurde am 1. Juli 1950 eingemeindet und gehört wie Unterneumark zur Gemarkung Neumark.

## Geografie

### Lage
Oberneumark liegt südlich von Neumark am Oberlauf des Neumarker Bachs, einem Zufluss der Pleiße. Oberneumark liegt am Übergang der Naturräume Vogtland (Mittelvogtländisches Kuppenland) und Erzgebirgsbecken (Oberes Pleißeland). Der Ort liegt an der Nordostgrenze des sächsischen Teils des historischen Vogtlands.

### Nachbarorte
|                 | Neumark                                     | Altrottmannsdorf |
| Oberreichenbach | Kompassrose, die auf Nachbargemeinden zeigt | Schönfels        |
|                 | Oberheinsdorf                               | Hauptmannsgrün   |

## Geschichte
Oberneumark wurde im Jahr 1441 als „Obirnuwenmarck“ erwähnt. Die Grundherrschaft über den Ort lag ab dem 16. Jahrhundert anteilig bei den Rittergütern Neumark, Reuth und Ruppertsgrün. Im 18. Jahrhundert existierte im Ort ein Vorwerk.
Somit gehörte Oberneumark wie die anderen heutigen Ortsteile von Neumark bis 1856 zum kursächsischen bzw. königlich-sächsischen Amt Zwickau im Erzgebirgischen Kreis.
1856 wurde Oberneumark wie die ebenfalls bis dahin zum Rittergut Neumark gehörigen Orte im einstigen Amt Zwickau dem Gerichtsamt Reichenbach und 1875 der Amtshauptmannschaft Plauen angegliedert. In der zweiten Hälfte des 19. Jahrhunderts wurde zwischen Hauptmannsgrün und Oberneumark Bergbau auf Eisenerz betrieben. Im Jahr 1860 wurde die Grube „Thekla“ von der Königin Marienhütte in Cainsdorf übernommen. Nachdem diese die Produktion von Roheisen im Hochhofen im Jahr 1893 einstellte, kam auch der Bergbau zum Erliegen.
Im Jahr 1920 wurde Oberneumark der Amtshauptmannschaft Werdau zugeordnet. Durch die Auflösung des Verwaltungsbezirks kam der Ort im Jahr 1933 an die Amtshauptmannschaft Zwickau, die ab 1939 Landkreis Zwickau genannt wurde.
Am 1. Juli 1950 wurde Oberneumark nach Neumark eingemeindet. Durch die zweite Kreisreform in der DDR kam Oberneumark als Ortsteil der Gemeinde Neumark im Jahr 1952 zum Kreis Reichenbach im Bezirk Chemnitz (1953 in Bezirk Karl-Marx-Stadt umbenannt), der ab 1990 als sächsischer  Landkreis Reichenbach fortgeführt wurde und 1996 im Vogtlandkreis aufging.

## Verkehr
Durch den Ort verläuft die neu trassierte Bundesstraße 173.